# Callochiton mortenseni
Callochiton mortenseni is een keverslakkensoort uit de familie van de Callochitonidae. De wetenschappelijke naam van de soort is voor het eerst geldig gepubliceerd in 1924 door Odhner.